# Nedytisis fuscoapicalis
Nedytisis fuscoapicalis là một loài bọ cánh cứng trong họ Cerambycidae.